# Hvězdárna dr. Antonína Bečváře
Hvězdárna dr. Antonína Bečváře je hvězdárna nacházející se v areálu hradu Hněvín ve městě Most. Hvězdárna nese jméno českého astronoma a klimatologa RNDr. Antonína Bečváře. Jejím majitelem je město Most a provozovatelem Hvězdárna a planetárium Teplice. Vedle planetária umístěného v centru města je hvězdárna dalším astronomickým zařízením v Mostě.

## Vznik
V roce 1967 se začalo s rekonstrukcí zanedbaného hradního areálu. Hlavní budovy byly opraveny do roku 1970 a v té době byla pro veřejnost otevřena i hvězdárna. Vznikla přestavbou bývalé hradní kaple umístěné ve východní věži přímo nad příjezdovou cestou k hradu. Hvězdárnu vybudovali nadšenci – členové astronomického kroužku. Od roku 1975 je pobočkou teplické hvězdárny. Dnes je majitelem město Most a hvězdárna v Teplicích provozovatelem. V letech 2001–2002 byl areál hradu kompletně rekonstruován a opravena byla i hvězdárna.

## Technické parametry
Hvězdárna má kopuli o průměru 4,5 m a maximální kapacitu 14 návštěvníků. Hvězdárna je vybavena výkonným refraktorem typu Gustav Heyde, který umožňuje přiblížení pozorovaných objektů až 300x a H-alfa filtrem pro pozorování aktivity Sluneční corony. K dispozici má i bohaté fotografické vybavení s expoziční dobou do 30 minut.

## Činnost
Hvězdárna je pro veřejnost otevřena každou neděli odpoledne do večera nebo kdykoli jindy v případě zajímavého astronomického úkazu. Návštěvnost je kolísavá a pohybuje se v závislosti na počasí mezi 100–200 návštěvníky měsíčně. V případě nepříznivého počasí hvězdárna připravuje audiovizuální projekce se zajímavostmi a novinkami z astronomie a kosmonautiky. Hvězdárna rovněž nabízí prodej odborné literatury.